# Pedaliotis dryograpta
Pedaliotis dryograpta är en fjärilsart som beskrevs av Edward Meyrick 1930. Pedaliotis dryograpta ingår i släktet Pedaliotis och familjen äkta malar. Inga underarter finns listade i Catalogue of Life.